# Evangelička Crkva u Hrvatskoj
Evangelička (luteranska) Crkva u Republici Hrvatskoj luteranska je denominacija u Hrvatskoj. Od 1951. članica je Luteranske svjetske federacije. Godine 2019. imala je 3600 članova.

## Vanjske poveznice
- Službena web-stranica